# Zbiroh (zámek)
Zbiroh je hrad přestavěný na zámek ve stejnojmenném městě v okrese Rokycany v Plzeňském kraji. Od roku 1964 je chráněn jako kulturní památka.

## Název
O vzniku pojmenování hradu Zbiroh vypráví pověst, podle níž ve zdejších lesích zabloudila a přenocovala šlechtická družina. Když se ráno probudili, všude kolem se povalovaly jelení parohy. Pán přikázal je posbírat a od toho vzniklo jméno Zbiroh.

## Historie
Zbiroh pravděpodobně patří k nejstarším šlechtickým hradům v Čechách, ale doba jeho založení je nejasná. Nepřímá zmínka o něm se poprvé objevila v přídomku Chřena ze Zbiroha, člena rodu Sulislaviců uvedeného jako svědka v listině plaského kláštera z roku 1230. Podle Dobroslavy Menclové se tato zmínka vztahovala k blíže neznámému hradu Starý Zbiroh, který měl stát severovýchodně od Františkova. Za zakladatele považovala Břetislava ze Zbiroha zmíněného v roce 1247. Tomáš Durdík uvedl, že hrad byl založen ve 2. čtvrtině 13. století.
Později byli mezi vlastníky hradu rod Drslaviců (Děpolt ze Zbiroha), král Přemysl Otakar II., rod Rožmberků, král Zikmund a rod Kolovratů. Za Hanuše II. z Kolovrat byla dne 9. srpna 1469 v hradní kapli vyhlášena církevní klatba na krále Jiřího z Poděbrad. Za třicetileté války byl Zbiroh dobyt a vypálen Švédy. V 17. století sloužil jako královský žalář. Po bitvě na Bílé hoře zde bylo vězněno 6 českých pánů, kteří nebyli popraveni, mezi nimi např. Vilém Popel z Lobkovic. Věznění šlechtici zde byli nátlakem nuceni ke konverzi ke katolické víře a poslušnosti vládě habsburské monarchie. Poté byl Zbiroh ve vlastnictví Šternberků, Lobkoviců a císaře Rudolfa II., který jej nechal přestavět na renesanční zámek, k němuž přibyl i zámecký park a rozsáhlá lovecká obora. Zbiroh patří mezi největší zámky v Čechách, má 224 místností.
V roce 1868 zámek od Habsburků zakoupil za 9,5 milionu zlatých podnikatel baron Bethel Heinrich Strousberg, který jej v letech 1869 až 1870 razantně přestavěl podle projektu architekta Augusta Ortha do novorenesanční podoby. V roce 1879 po Strousbergově bankrotu prázdný zámek koupili Colloredo-Mansfeldové.
Ve východním křídle bydlel v letech 1912–1928, se svou manželkou a dvěma dětmi, malíř Alfons Mucha. Pronajal si zde velký sál s prosklenou střechou, kde namaloval slavný obrazový cyklus Slovanská epopej, který byl v letech 1962–2011 vystaven na zámku v Moravském Krumlově. Mucha si do svého ateliéru na zámku zval místní obyvatele, nejčastěji z řad Sokolů či ochotnických spolků, které aranžoval a stavěl do kompozic, jenž si fotil a podle těchto fotografií pak maloval postavy do svých obrazů. Za Muchou, který byl členem české zednářské lóže, se na zámek sjížděli zednáři z celého světa.
V letech 1943 až 1945 byl zámek sídlem štábu SS. Ve sklepních prostorách pod tzv. ermitáží se příslušníci SS setkávali, aby zde prováděli mystické rituály. Důvodem, proč si vybrali toto místo, má být síla, která vyvěrá z trhliny z nitra země. Po druhé světové válce se areál zámku stal majetkem Československého státu a byl využíván armádou. Zámek stojící na okraji vojenského prostoru Brdy, se stal dobře utajeným místem, kam se nikdo z veřejnosti nedostal. Přímo v zámku byly umístěny radiotechnické pátrače Tamara, Ramona a Vera, které odhalovaly pohyby letadel NATO a dalších jednotek v západní Evropě. Získané informace se odtud odesílaly na velitelství Varšavské smlouvy do Moskvy. Buližníková skála, na které zámek stojí a která odráží rádiový signál, fungovala jako vynikající přírodní zesilovač. Pobyt vojáků zámku neprospěl. Zdemolován byl i apartmán, v němž pobýval Alfons Mucha. Vojáci zámek začali opouštět v roce 1997. V roce 2004 jej získalo město Zbiroh, které ho následně prodalo firmě Gastro Žofín.  Dne 18. června 2005 byl zámek poprvé otevřen veřejnosti.
V zámku se v současnosti (2022) nachází hotel, krčma a wellness. V části jsou vybudovány prohlídkové okruhy. Je zde také možnost přespání v historické hladomorně. Ve sklepních prostorách pod ermitáží byl vybudován vinný sklep, kde se konají degustace vína. Zámek má své vlastní vinice, které patří k nejvýše položeným v Česku (550 m n. m.). Byly znovu obnoveny v roce 2018, neboť původní vinice, které založil již Rudolf II., byly zrušeny při pobytu armády.

## Stavební podoba
V době svého založení Zbiroh patřil ke hradům bergfritového typu s dvoudílnou dispozicí. V pětibokém hradním jádře pochází z první fáze výstavby volně stojící okrouhlý bergfrit. Podél nejdelší strany jádra stál palác, v jehož prvním patře se dochovala kaple ze 14. století. Na východě bývala ukončena arkýřem zaklenutým žebrovou klenbou. Během pozdně gotických úprav bylo předhradí opevněno několika okrouhlými dělostřeleckými baštami, z nichž se v přestavěné podobě dochovala jediná. Do předhradí se vjíždělo čtverhrannou branskou budovou, která byla zbořena při Strousbergově přestavbě.

## Expozice
V prohlídkovém okruhu zámku je expozice věnované historii od Přemyslovců až do doby secese. Dva salónky jsou věnované Alfonsu Muchovi, jeden jeho působení v zednářské lóži, druhý jeho malířské tvorbě. Velký sál v němž Mucha vytvořil Slovanskou epopej, slouží jako koncertní a výstavní sál. Další část expozice ukazuje život v různých historických epochách.

## Zajímavosti
- Na zámku se nachází 163 metrů hluboká studna, která údajně pochází z 12. století a je nejhlubší ručně raženou hradní studnou v Česku.[14][15][16] Ovšem studna na zřícenině Kyffhausen v Durynsku je se svými 176 metry hlubší a je tak podle svých oficiálních stránek nejhlubší v Evropě.[17][pozn. 1] Razili ji havíři z Příbrami a vykopat ji trvalo 70–80 let.[3] Studna se ve vertikálním směru stáčí do šroubovice, což je způsobeno náročným hloubením do mimořádně tvrdé buližníkové skály. Během pobytu vojáků na zámku byla třetina studny zanesena odpadem. Vyčistit ji trvalo rok a půl. Odpad naplnil 30 nákladních aut[3] a mimo jiné z ní dělníci vytáhli kusy motocyklu či vrata. Ukrývala také 7 beden z 2. světové války s archivem SS a historickými zbraněmi. Ze studny také vede dosud neprozkoumaná boční chodba, která se nachází pod hladinou vody. Nacisté ji ucpali kaolinem a jsou z ní vyvedené kabely. Spekuluje se, že zde ukryli výbušniny.[11][8] Podle pověsti, se jedná o tajnou chodbu, která vede do cca kilometr vzdáleného rybníka Flusár. Údajně byla do studny vypuštěna kachna, která byla po několika dnech objevena na hladině tohoto rybníka.[7]
- Zámek slouží jako sídlo spolku Svrchovaný řád Chrámu Jeruzalémského.[19]
- Na nádvoří zámku stojí nejstarší samostatně stojící věž v Česku.[11]
- Na zámku jsou stále neobjevené prostory. Nacisté zde zazdili jednu z podzemních kobek, které se nachází za více než 6 metry betonu.[8]
- V roce 2012 hostil zámek výstavu Tvář Leonardo da Vinci, která jako první na světe vystavovala autoportrét Leonarda da Vinciho.[20]

## Pověsti
Na Zbirohu se traduje pověst o zbirožském rarášku. Na jaře roku 1821 se měl z Jablečna do Zbirohu vracet krejčí. Byla už tma, a proto pospíchal. Najednou se za ním objevilo světélko, které se změnilo do podoby velikého chlapa, který hořel a vylétávaly z něj jiskry. Krejčí přidal do kroku a poté se zastavil, aby se ohlédl. Postava-rarášek také zastavil. Když vykročil znovu, vykročil i rarášek. Vyděšený a udýchaný krejčí doběhl ke svému domu. Naposledy se ohlédl a viděl, že rarášek zamířil ke sklípku pod zámkem, kudy údajně měla vést do zámku tajná chodba. U vchodu rarášek zařehtal jako hřebec a zmizel.

## Galerie

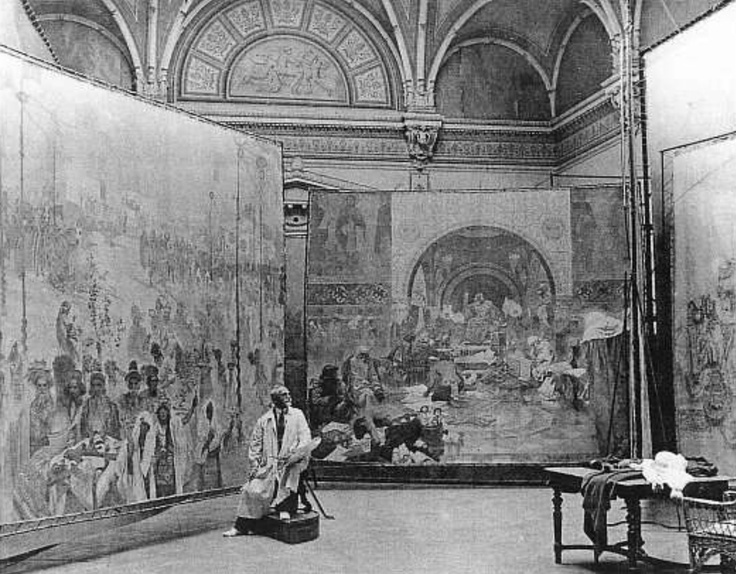
Alfons Mucha během tvorby Slovanské epopeje v sále zámku Zbiroh
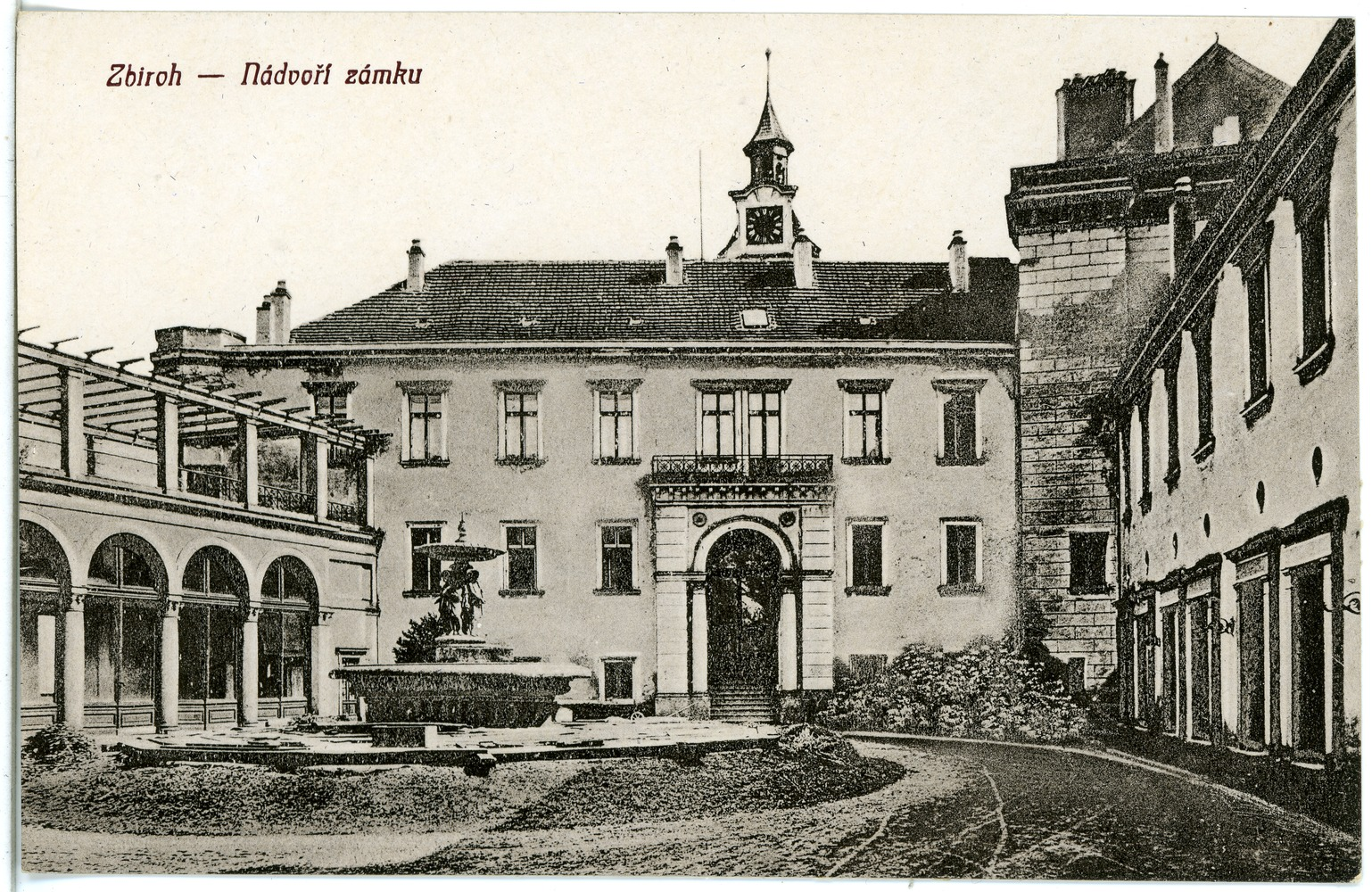
nádvoří v roce 1920
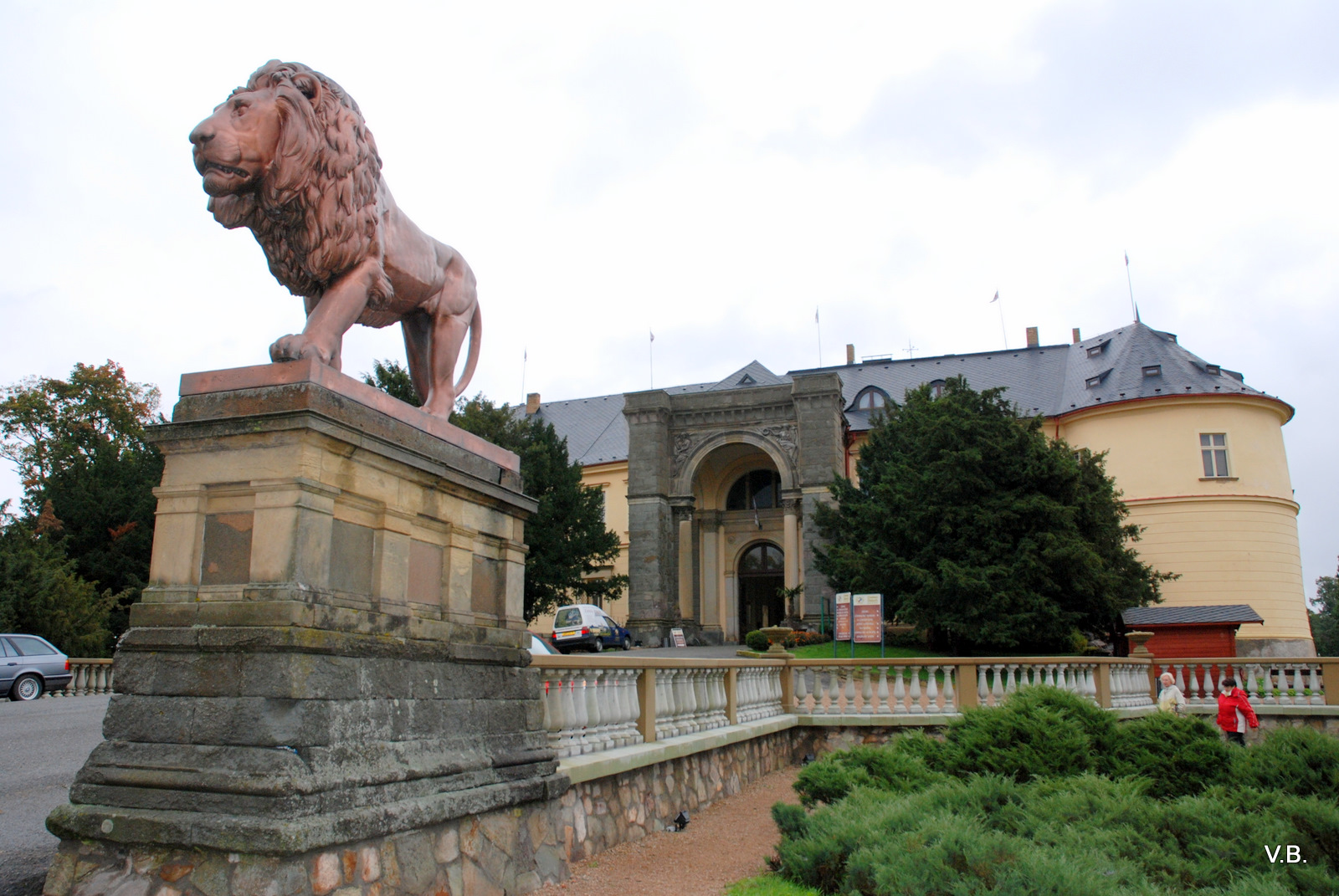
vstup do zámku
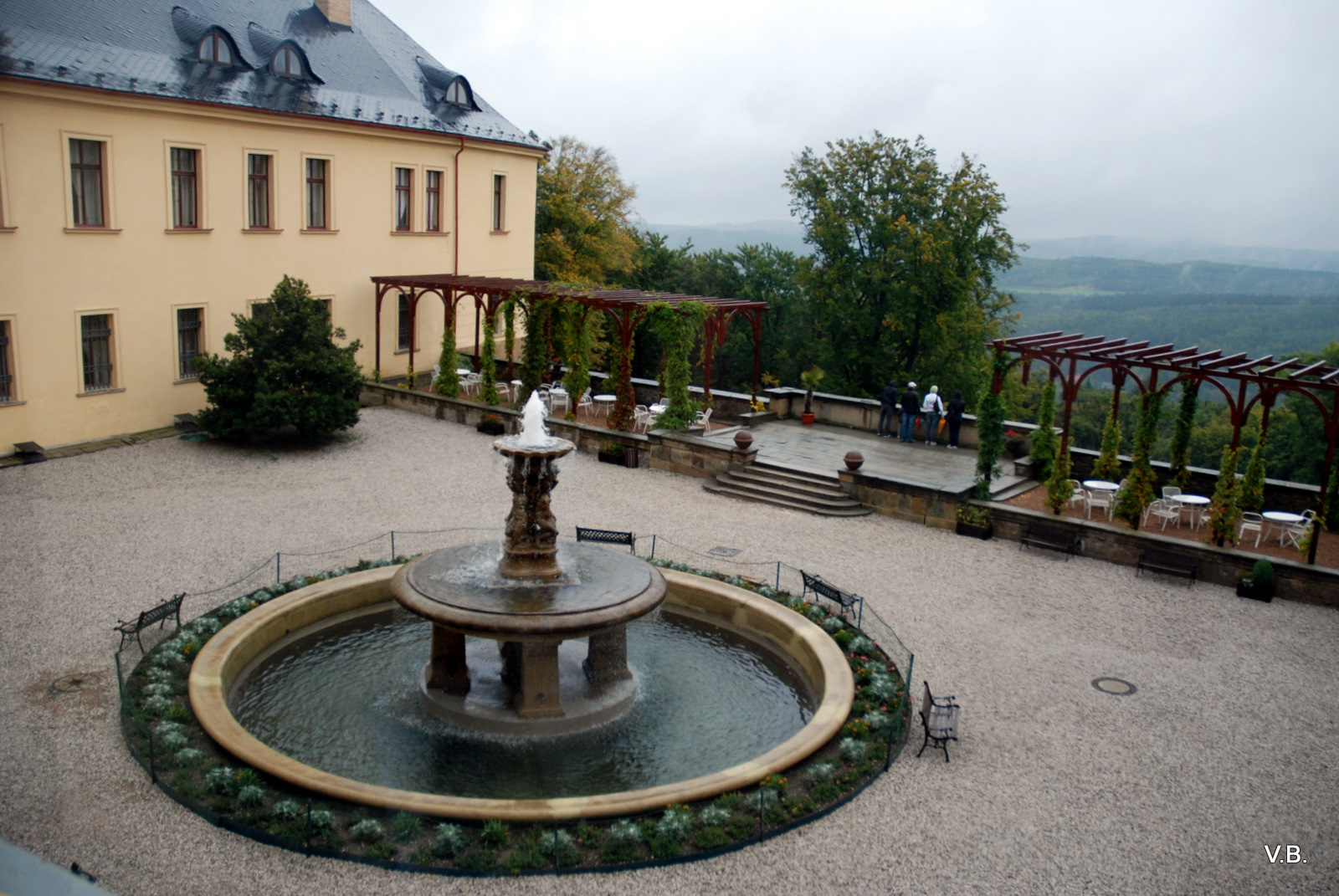
kašna na nádvoří
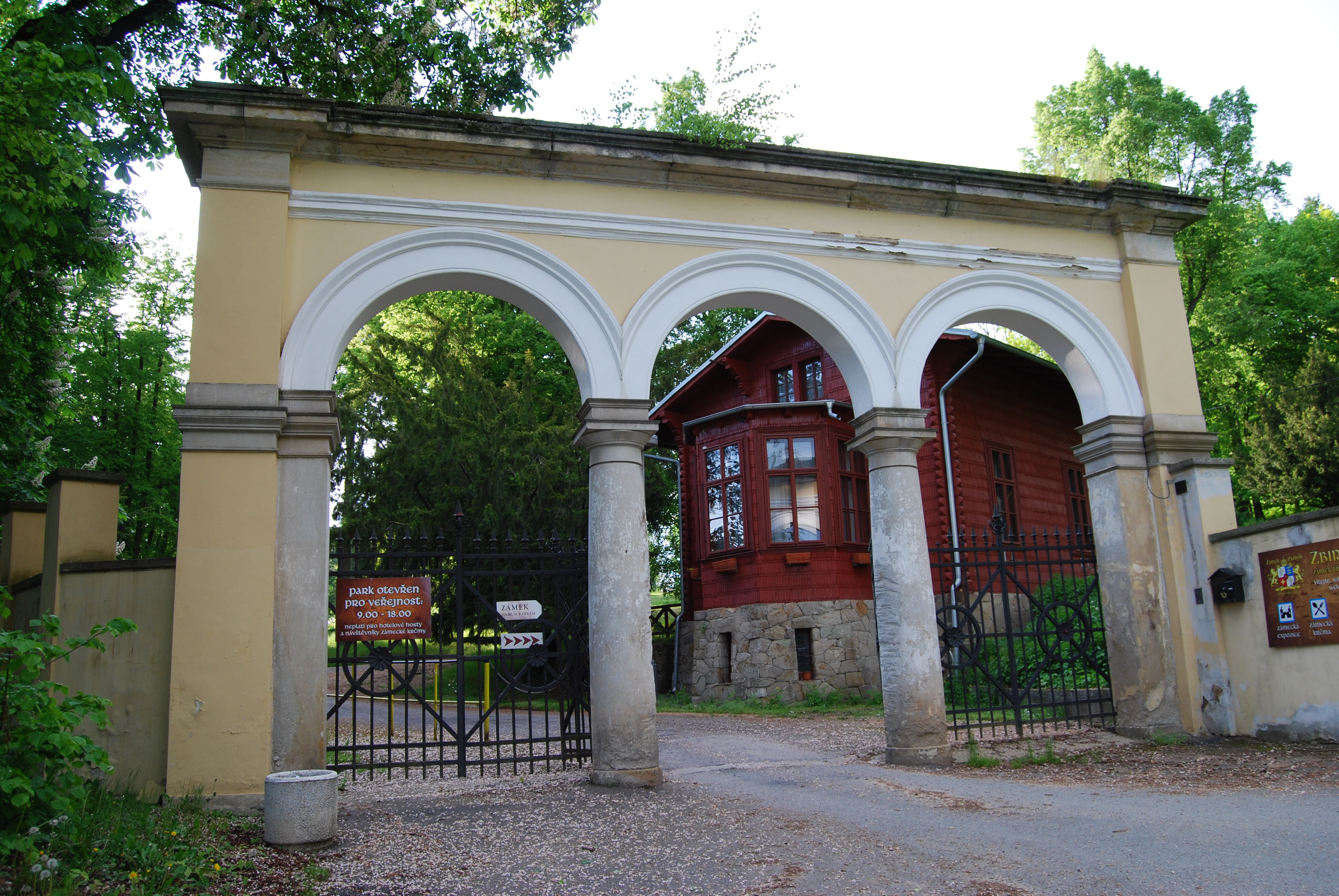
brána do parku